# WinShell
WinShell — бесплатная многоязычная интегрированная среда разработки (IDE) на языках TeX и LaTeX для операционной системы Windows
IDE включает в себя текстовый редактор с подсветкой синтаксиса, средства для управления проектами и проверки правописания, мастер таблиц, фронт-энд к системе BibTeX, поддерживает Unicode, имеет различные панели инструментов и возможность настройки пользователем. Является переносимым приложением. Не включает в себя компилятор LaTeX. Его нужно устанавливать дополнительно (см. например MiKTeX, TeX Live)

## Локализация
Поддерживаются португальский, каталанский, китайский, чешский, датский, нидерландский, английский, французский, немецкий, венгерский, итальянский, японский, испанский (в том числе диалект Мексики), польский, шведский, русский и турецкий языки

## Взаимодействие с дистрибутивами
Работает с MiKTeX, TeX Live и W32TeX. При первом запуске WinShell распознает установленный дистрибутив и установит аргументы командной строки автоматически. Подобным образом он работает с программами просмотра PDF